# 岡山県道168号新賀小坂東線
岡山県道168号新賀小坂東線（おかやまけんどう168ごう しんがこさかひがしせん）は、岡山県の笠岡市から浅口市に至る一般県道である。

## 概要
笠岡市と浅口市との境にある大内峠を越えて、笠岡市新賀と浅口市鴨方町小坂東とを結ぶ路線となっている。

### 路線データ
- 起点：岡山県笠岡市新賀（岡山県道48号笠岡美星線・岡山県道377号山口押撫線交点、岡山県営広域営農団地農道備南地区上）
- 終点：岡山県浅口市鴨方町小坂東（杉谷交差点[要出典]、岡山県道286号里庄地頭上線・岡山県営広域営農団地農道備南地区上）
- 実延長：5.2 km[注釈 1][1]

## 歴史
玉島（倉敷市玉島）と井原（井原市）を結び玉島井原道 と呼ばれていた旧街道（往来）を原形とし、大正期に小田郡吉田村関戸（現在の笠岡市関戸）から浅口郡鴨方村本町（現在の浅口市鴨方町鴨方）に至る関戸鴨方線として県道認定された。
昭和期には岡山県道130号関戸鴨方線としての指定を経て、岡山県道の鴨方金光線と再編統合されて関戸金光線となり、浅口郡金光町（現在の浅口市金光町）まで延伸された。
平成期には岡山県道168号関戸金光線のうち、岡山県道60号倉敷笠岡線に移行しなかった大部分が、新賀小坂東線として再編された一方で、岡山県営広域営農団地農道備南地区南幹線との重複区間のみ岡山県道286号里庄地頭上線となった。

### 年表
- 1923年（大正12年）4月1日 - 関戸鴨方線として県道認定[4]。
- 1931年（昭和6年）4月1日 - 鴨方金光線が県道認定[4]。
- 1993年（平成5年）5月11日 - 建設省（当時）により関戸金光線の一部を倉敷笠岡線として主要地方道に指定[6]。
- 1994年（平成6年）4月1日 - 岡山県告示第250号により里庄地頭上線とともに認定。
- 2006年（平成18年）3月21日 - 浅口郡のうちの鴨方町、金光町、寄島町の3町が対等合併し、浅口市が発足。

## 路線状況
岡山県営広域営農団地農道備南地区を整備するにあたり、現道活用区間として改修（拡幅およびバイパス化）された。

### 通称
- 備南街道北線

### 重複区間
- 岡山県営広域営農団地農道備南地区北幹線（笠岡市新賀 - 浅口市鴨方町小坂東・杉谷交差点[要出典]（全線））
- 岡山県道286号里庄地頭上線（浅口市鴨方町小坂東）

## 地理

### 通過する自治体
- 岡山県
  - 笠岡市 - 浅口市

### 交差する道路
| 交差する道路 | 市町村名 | 交差する場所 | 交差する場所      |
| --- | -------- | ------------ | ----------------- |
| 岡山県道48号笠岡美星線 岡山県道377号山口押撫線 岡山県営広域営農団地農道備南地区 / 広域農道備南街道 重複区間起点        | 笠岡市   | 新賀         | 起点              |
| 岡山県道286号里庄地頭上線 重複区間起点                                                                                 | 浅口市   | 鴨方町小坂東 |                   |
| 岡山県道286号里庄地頭上線 / 備南街道南線 重複区間終点 岡山県営広域営農団地農道備南地区 / 広域農道備南街道 重複区間終点 | 浅口市   | 鴨方町小坂東 | 杉谷交差点 / 終点 |

### 沿線
- 笠岡市立新吉中学校
- 尾坂ダム（笠岡市関戸）
- 尾坂池（笠岡市関戸、尾坂）
- 浅口市立鴨方西小学校

### 峠
- 大内峠（笠岡市 - 浅口市）